# Operación Algeciras

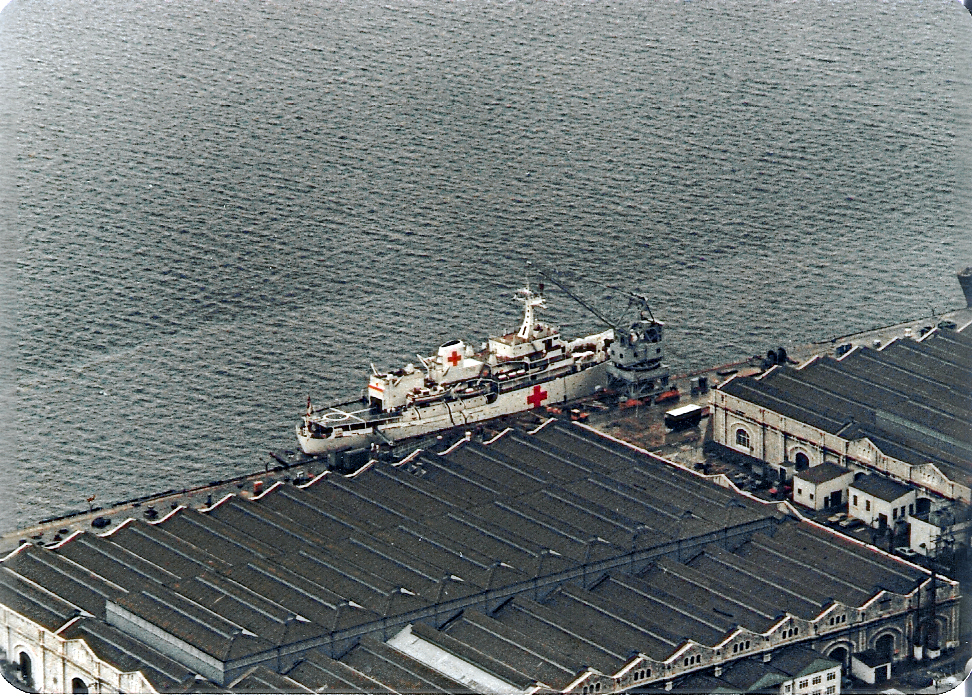
'HMS Hecla' en la Base Naval de Gibraltar, durante la conversión a un buque hospital para el servicio durante la guerra de las Malvinas (1982). En esa guerra Gibraltar fue objeto de un intento de sabotaje argentino.

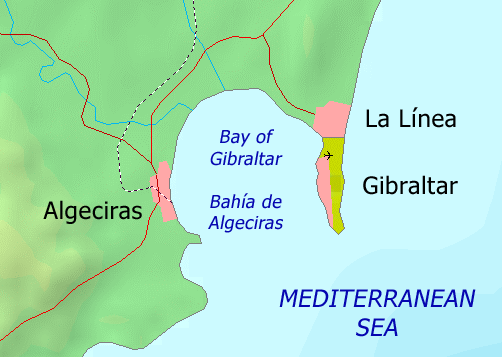
Ubicación de Gibraltar, en la bahía de Algeciras.

La Operación Algeciras u Operación Gibraltar fue un frustrado plan militar argentino, de tipo comando, que se intentó llevar a cabo de manera encubierta y extraoficial durante la guerra de las Malvinas en 1982, en territorio  español. Su —inconcluso— objetivo táctico era sabotear a la Marina Real británica, tratando de hundir con minas submarinas un navío de guerra cualquiera en la base británica de Gibraltar e impedir su marcha hacia las islas Malvinas, escenario del conflicto bélico. El plan se llevaría a cabo mediante la actuación de buzos tácticos y la utilización de minas submarinas de origen italiano.

## Cobertura militar
La operación fue aprobada por el almirante Jorge Isaac Anaya, quien la mantuvo en secreto a la mayor parte de sus camaradas. Los militares lograron convencer a dos antiguos miembros de la guerrilla peronista Montoneros que tenían experiencia subacuática, a pesar de la represión sobre la guerrilla. Uno de los comandos era Máximo Alfredo Nicoletti, buzo táctico y exguerrillero que actuaba para el servicio de inteligencia de la Armada. Los planificadores negarían cualquier implicación de funcionarios de la Argentina. 
Desde territorio español, una fuerza de tres hombres (dos montoneros y un oficial de enlace argentino) supervisaba el tráfico naval británico alrededor de Gibraltar, preparándose para atacar un blanco en el momento en que se lo ordenasen, usando hombres rana y minas italianas. Esperaban la llegada del HMS Ariadne como primer blanco.
La inteligencia británica llegó a interceptar y descifrar las comunicaciones entre Buenos Aires y la Embajada de Argentina en Madrid, por lo que llegaron a tener cierto conocimiento de las intenciones argentinas.

## Fracaso
Lo que imposibilitó esta operación fue un incidente casi fortuito. El 31 de mayo de 1982, dos policías españoles detuvieron en Málaga un automóvil alquilado en el viajaban dos argentinos que habían levantado sospechas debido a los gastos que realizaban. Se alojaron en un hotel como turistas y se pensó que podían ser narcotraficantes. Se dio el hecho paradójico de que, para no llamar la atención, todo el equipamiento adquirido para realizar la operación no se compró en un establecimiento especializado, sino en unos grandes almacenes sitos en Málaga, llamados El Corte Inglés.
Cuando la policía española detuvo a los restantes argentinos, estos trataron de continuar la operación a cualquier precio. Fue por eso que el capitán de la operación pidió hablar a solas con el comisario, con quien tuvo la siguiente conversación:

Soy el capitán Fernández, de la Armada Argentina, y estoy en una misión secreta. Desde este momento me considero prisionero de guerra y no diré una palabra más.

«Si tú eres marino argentino, yo soy sobrino del Papa», le contestó, risueño, el comisario y ordenó a la policía que detuviera a los otros dos argentinos que esperaban en el hotel en el pueblo de San Roque.
Cuando los miembros de la operación fueron capturados, se dieron cuenta de que el trámite de detención se iba a demorar mucho, por lo que les pidieron a los policías almorzar con ellos. Según relataron los mismos miembros de la operación «Fue un almuerzo muy divertido, los policías españoles lamentaban que este hecho hubiera llegado a sus superiores, y de no haber sido así, los hubiesen dejado libres» recordaron los miembros de la operación.
«Los españoles nos trataron muy bien», afirmaron los miembros del comando en una entrevista. Vino uno y les dijo: «Hombre, si yo hubiera sabido que ibais a hundir un barco inglés os dejaba. Después de todo, el Peñón de Gibraltar también es territorio usurpado por Inglaterra». Después del almuerzo, el capitán y los exguerrilleros fueron transportados a Málaga.
El arresto fue realizado por efectivos de la Policía Nacional, dependiente del Ministerio del Interior, sin involucrar al Centro Superior de Información de la Defensa (CESID), la agencia de inteligencia española. Leopoldo Calvo-Sotelo, el presidente del gobierno español, que se encontraba en la zona en plena gira de campaña electoral, ordenó tapar el incidente y reservó ocho asientos en el vuelo chárter que utilizaba, para que los tres argentinos y los cuatro policías regresaran a Madrid junto con él. Ya en Madrid los embarcó en un vuelo a Buenos Aires. Fueron acompañados hasta las Islas Canarias por los policías españoles y luego prosiguieron su viaje solos. 

## Evaluación
Las razones por la cual esta operación no pudo ser llevada a cabo son muchas, se dice que si el grupo hubiese sido provisto de un mapa militar en lugar de un mapa turístico, hubieran llevado pasaportes falsificados de buena calidad (no como los que llevaron, que ya generaron sospechas en Francia, primer destino de los miembros de la operación), y hubiera utilizado tarjetas de crédito en lugar de dinero en efectivo, la historia hubiera tenido otro desenlace. Por otra parte, las operaciones de este calibre suelen ser planificadas por un grupo especializado, en el cual uno hace las tareas referidas al reconocimiento y otro ejecuta la operación.

## En video
En 2003, se rodó un documental argentino-español, Operación Algeciras (ver documental), que relata la historia de esta operación encubierta.